# Gaetano Manna
Gaetano Manna (Napoli, 12 maggio 1751 – Napoli, 1804) è stato un compositore italiano.
Figlio del clavicembalista Giacinto Manna e di Antonia Giuda, si formò musicalmente al Conservatorio di Santa Maria di Loreto sotto Pietro Antonio Gallo, primo maestro dell'istituto, e Fedele Fenaroli, secondo maestro. Nel 1778, dopo gli studi, diventò maestro di cappella alla Santissima Annunziata a Napoli, succendo così allo zio Gennaro Manna. Ricoprì inoltre posizioni in altre chiese napoletane, tra le quali si ricordano le cariche che tenne come secondo maestro della Cattedrale di Napoli e come maestro di cappella all'Oratorio di San Filippo.
Nella composizione di musica sacra seguì lo stile dello zio Gennaro per quanto riguarda il trattamento delle parti solistiche. Gaetano Manna rappresenta insieme ai coevi Giovanni Paisiello e Nicola Antonio Zingarelli l'ultima fase della musica sacra napoletana del XVIII secolo.

## Lavori
- Il trionfo di Maria Vergine (oratori, 1783, Napoli)
- Festeggiandosi la traslazione del sangue del glorioso vescovo e martire San Gennaro (cantata, G. di Silva, 1788, Napoli)
- Varie parti di messe e lamentazioni
- Lezione terza del Venerdì Santo
- Litania per San Nicola la Carità (1776)
- Mottetto a più voci (1780)
- Tota pulcra per la Maddalena per 1 voce e strumenti (1773)